# Paul Guillaumot
Pour les articles homonymes, voir Guillaumot.
Paul Guillaumot, né le 8 juillet 1913 à Molesmes et mort le 11 novembre 2011 à Perrigny, est un homme politique français.

## Biographie
Paul Guillaumot obtient son certificat d'études primaires en 1925. Il est élu maire de Taingy en mai 1945 puis conseiller général du canton de Courson-les-Carrières la même année. Il est réélu au sein de l'assemblée départementale en 1949, 1955, 1961, 1967, 1973 et 1979. 
Il se présente comme suppléant de Philippe de Raincourt, sénateur indépendant de l'Yonne depuis 1948, aux premières élections à la Haute assemblée de la Ve République, le 26 avril 1959. Cependant, ce dernier trouve la mort le 2 juillet suivant dans un accident de la circulation. Paul Guillaumot le remplace par conséquent au Sénat dès le lendemain.
Au Sénat, il est membre de la commission des Affaires économiques. 
Il est réélu à cette fonction en 1968 et 1977. En 1985, il ne se représente pas et Henri de Raincourt, le fils de Philippe de Raincourt, qui lui succède. 
Il est considéré comme le mentor politique de Jean-Pierre Soisson, député, maire d'Auxerre, ministre et président de la région Bourgogne.

## Détail des fonctions et des mandats
Mandats locaux
- 1959 - 1983 : Maire de Taingy
- 1945 - 1985 : Conseiller général du canton de Courson-les-Carrières

Mandats parlementaires
- 3 juillet 1959 - 22 septembre 1968 : Sénateur de l'Yonne
- 22 septembre 1968 - 25 septembre 1977 : Sénateur de l'Yonne
- 25 septembre 1977 - 1er octobre 1986 : Sénateur de l'Yonne